# Eilicrinia nipponica
Eilicrinia nipponica là một loài bướm đêm trong họ Geometridae.